# Einfach Flo
Einfach Flo (Früherer Name FlowRag oder FlowRag) ist eine österreichische Band aus Mödling. Sie besteht aus Florian Ragendorfer (Gesang) und Richard Oliver Gillissen (Gitarre).

## Geschichte
Jeder der beiden Musiker war zunächst Frontmann einer eigenen Rockband. Gillissen und Ragendorfer spielten dann auch gemeinsam in der Punk-Rock-Band Red Ties. Flowrag entstand ursprünglich 2013 als YouTube-Kanal und wurde gemeinsam von Sänger Florian Ragendorfer und Gitarrist Richard Gillissen gegründet, später kam Pianist Benjamin Zumpfe hinzu. Die Coverversion von 7 Years von Lukas Graham erzielte über 780.000 Aufrufe. Der Bandname leitet sich aus dem Namen von Sänger Florian Ragendorfer ab.
Ragendorfer nahm 2013 an der ORF-Show Die große Chance teil, wo er das Halbfinale erreichte. Im Jahr 2014 nahm die Band an der RTL-Talent-Show Rising Star teil und kam ins Finale. 2015 standen sie beim Donauinselfest auf der Ö3-Bühne und erreichten beim Rock the Island Contest den zweiten Platz.
Ihr Lied Helden wurde ab April 2016 auf Hitradio Ö3 gespielt und schaffte es in die österreichischen Charts. Texte und Musik werden von der Gruppe selbst gemeinsam geschrieben, hauptverantwortlich für die Musik zeichnet Gitarrist Richard Gillissen. Die Gruppe beschreibt ihre Musik selbst als „Akustik-Pop mit Mozart-Einflüssen“. Im November 2016 veröffentlichten sie mit Dann kommt die Musik die zweite Single. Im Juli 2017 waren sie im ORF und im MDR bei der Starnacht am Wörthersee zu sehen. Im August 2017 wurde die Single Tag ein, Tag aus veröffentlicht.
2019 erfolgte die Umbenennung auf Einfach Flo, aufgrund der 2020 beginnenden COVID-19-Pandemie erfolgte die Auflösung. 2022 startete Florian Ragendorfer das Soloprojekt F.LY und veröffentlichte die Single Don’t expect a Thing.

## Musiker
- Florian Ragendorfer aus Mödling, geboren am 13. Juli 1993, ausgebildeter Mediendesigner.
- Richard Gillissen aus Brunn am Gebirge, ehemaliger Student der Lebensmittel- und Biotechnologie, geboren am 6. Jänner 1993.

## Auszeichnungen
- Amadeus-Verleihung 2017 – Nominierung in der Kategorie Song des Jahres für Helden[12]
- Amadeus-Verleihung 2020 – Nominierung in der Kategorie Songwriter des Jahres für Sympathy